# 比亞法拉國旗
比亞法拉國旗是非洲已消滅國家比亞法拉共和國的國旗。國旗為三色旗，自上而下是紅黑綠三色，中間是一個黃色的太陽。太陽有11道光芒，代表比亞法拉的11個省。比亞法拉國旗系以全球黑人改進協會的旗幟為基礎設計 。